# Panneau de brassage
Pour les articles homonymes, voir brassage (homonymie).

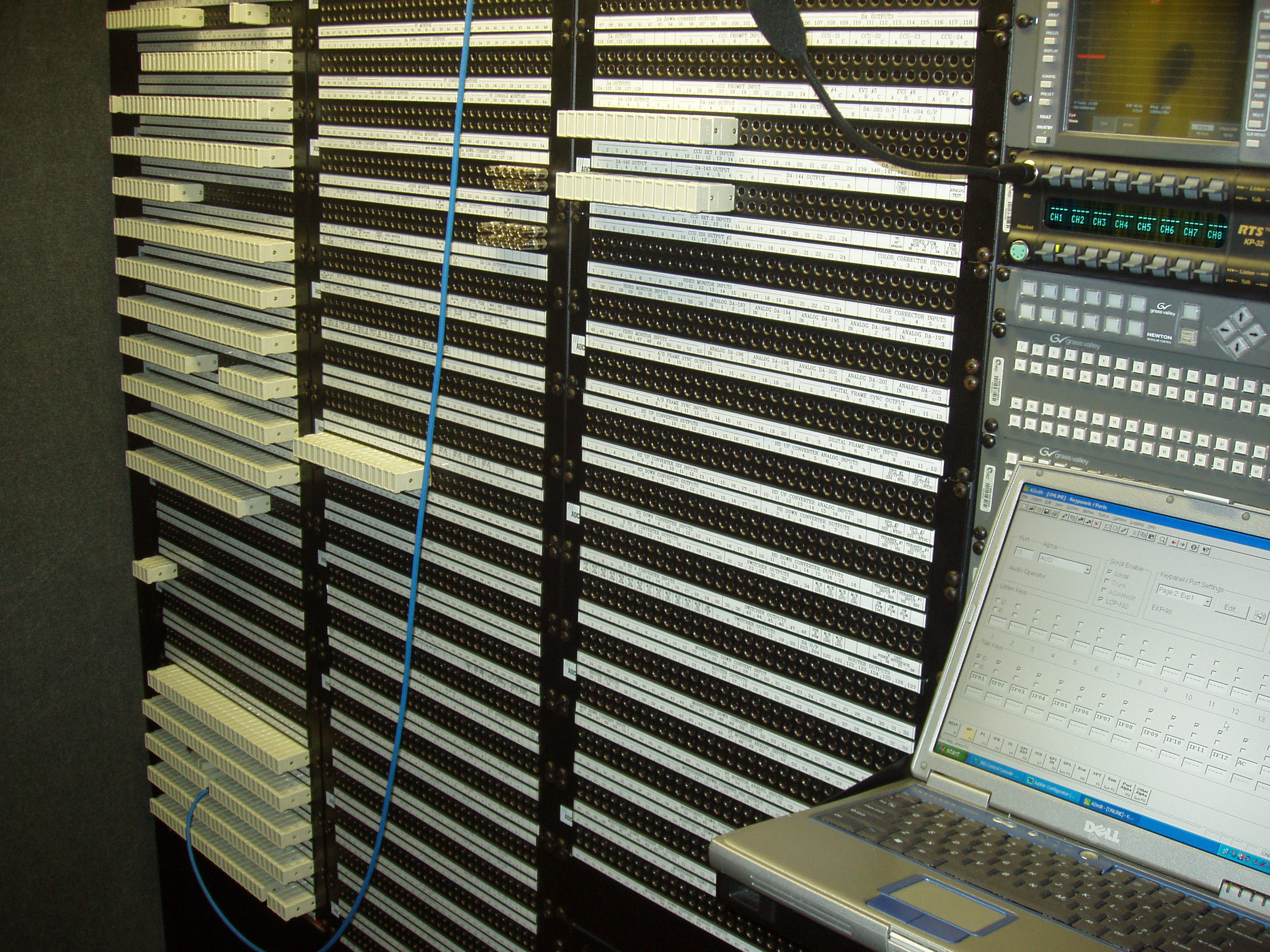
Panneau de brassage d'une télédiffusion.

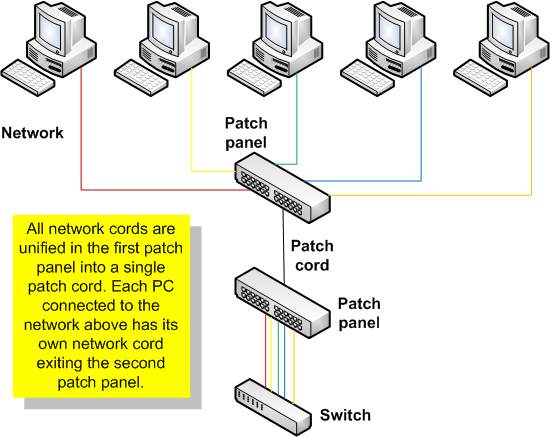
Diagramme d'un réseau Ethernet fonctionnant via un panneau de brassage.

Dans un système électronique ou un réseau informatique, un panneau de brassage (anglais : patch panel) est un support d'interconnexions qui se place en général dans une baie de brassage. On y connecte des cordons de brassage afin de relier les différents périphériques entre eux.
Ils sont par exemple utilisés dans les studios d'enregistrement, de télévision et de radio pour faciliter la connexion de différents périphériques entre eux, tels que des microphones, des instruments électriques ou électroniques, des effets (par exemple la compression, réverbération, etc), matériel d'enregistrement, amplificateurs et matériel de diffusion.

### Source
- (en) Cet article est partiellement ou en totalité issu de l’article de Wikipédia en anglais intitulé « Patch panel » (voir la liste des auteurs).